# 막스 타일러
막스 타일러(영어: Max Theiler, 1899년 1월 30일 ~ 1972년 8월 11일)는 남아프리카 공화국의 바이러스학자, 면역학자이다. 1951년에 황열병에 관한 연구로 노벨 생리학·의학상을 수상했다.

## 수상 경력
- 1949년 : 래스커-드베이키 임상 의학 연구상
- 1951년 : 노벨 생리학·의학상

## 참고 문헌
- Charles, C.W., Jr. "Theiler, Max". American National Biography Online, February 2000.
- "Theiler, Max". A Dictionary of Scientists. Oxford University Press, 1999.